# Vasilij Michajlovič Golovnin
Vasilij Michajlovič Golovnin (in russo Василий Михайлович Головнин?; Gulynki, 19 aprile 1776 – San Pietroburgo, 11 luglio 1831) è stato un navigatore ed esploratore russo nonché viceammiraglio e membro dell'Accademia russa delle scienze (1818).

## Gioventù e carriera
Vasilij Michajlovič Golovnin nacque il 19 aprile 1776 nel villaggio di Gulynki nell'oblast' di Rjazan', all'interno della proprietà del padre. Sia il fratello che il nonno avevano prestato servizio nell'esercito russo come ufficiali nel reggimento Preobraženskij. Sembra che Golovnin avrebbe voluto proseguire la tradizione familiare, ma che il padre sia morto quando era ancora un bambino, ed all'età di 12 anni fu iscritto al Collegio Navale Russo come cadetto. Terminò gli studi quattro anni dopo nel 1792.
Golovnin entrò in servizio attivo come guardiamarina nel maggio/giugno 1790, partecipando a numerose battaglie navali contro gli svedesi. Prestò servizio in numerose campagne all'estero tra il 1793 ed il 1798. Dal 1798 al 1800 su aiutante ed interprete del viceammiraglio M. K. Makarov, comandante di uno squadrone russo che collaborava con la flotta inglese nel mare del Nord.
Per ordine dello zar Alessandro I, Golovnin fu mandato con molti altri ufficiali ad addestrarsi a bordo delle navi britanniche. Prestò servizio per tre anni (1802–1805) con la flotta britannica agli ordini degli ammiragli Horatio Nelson, Cuthbert Collingwood e William Cornwallis. In questo periodo fu dichiarata nuovamente guerra tra britannici e francesi, e Golovnin partecipò agli scontri aiutando l'ammiraglio Nelson.
Tornò in Russia nel 1806 ed iniziò a scrivere un codice di segnali navali in stile inglese, rimasto in uso nella flotta russa per oltre vent'anni.

## Viaggio del Diana

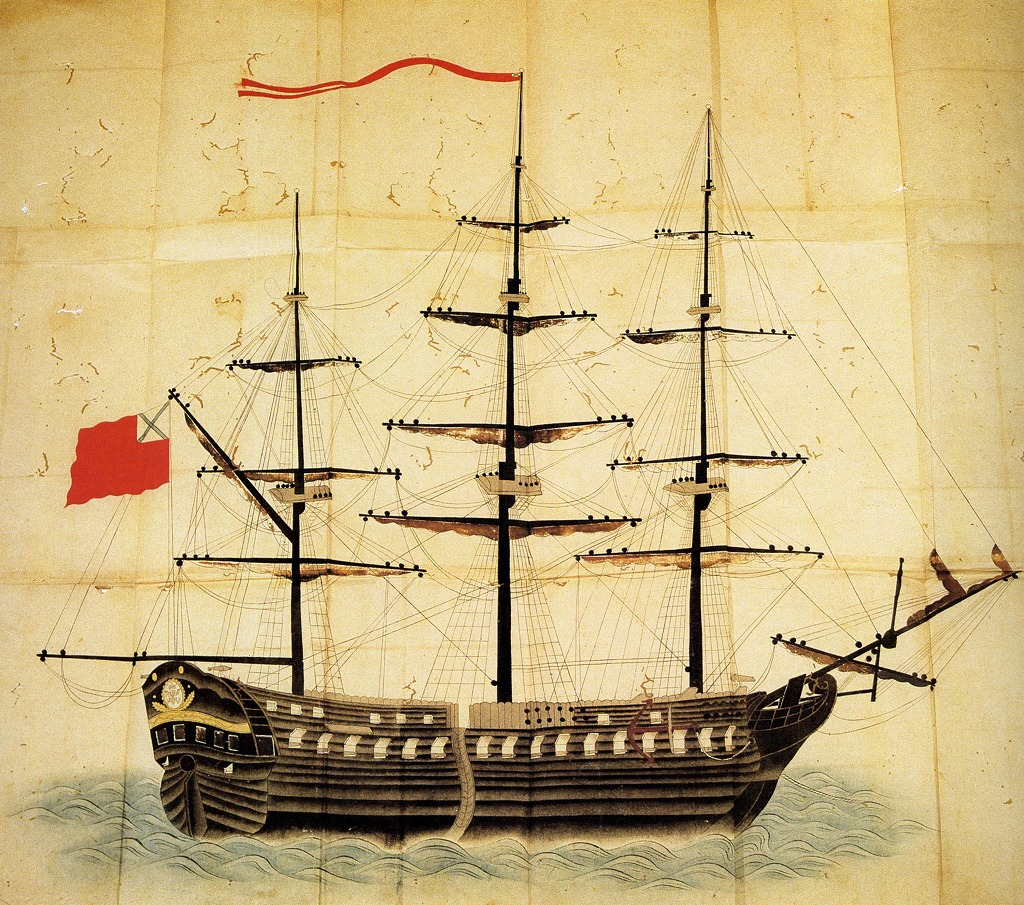
Illustrazione giapponese dello sloop Diana

Golovnin fu messo al comando dello sloop Diana nel 1806, e compì il suo primo viaggio attorno al mondo (1807—1809) con l'obiettivo di condurre uno studio nel Pacifico settentrionale, e trasportando provviste ad Ochotsk.
Il Diana salpò da Kronštadt il 7 luglio 1807. Una violenta tempesta nell'aprile 1808 impedì al Diana di doppiare Capo Horn, e Golovnin decise di dirigersi a Capo di Buona Speranza in Sudafrica per rifornire la nave. Gettò l'ancora nei pressi del porto di Simon's Town il 3 maggio 1808. Golovnin, essendo stato in mare per dieci mesi, non sapeva che le relazioni tra russi e britannici erano peggiorate, e che la Russia si era alleata con i francesi. Il Diana fu identificato come nemico da uno squadrone britannico, secondo le indicazioni ricevute da Londra. Golovnin ed il suo equipaggio passarono oltre un anno detenuti a bordo del Diana a Simon's Town in attesa di una decisione delle autorità britanniche. Quando fu chiaro che la decisione non sarebbe mai arrivata, Golovnin iniziò a progettare la fuga. Il 28 maggio 1809 si presentarono condizioni perfette, un vento direzionato correttamente e una scarsa visibilità. L'equipaggio taglio la fune dell'ancora e riuscì a uscire dalla baia, passando proprio davanti a numerose navi da guerra inglesi. Quando gli inglesi scoprirono la fuga partirono all'inseguimento, ma non riuscirono a raggiungere il Diana che riuscì a raggiungere la Kamčatka nel 1810. La notizia dell'"audace fuga" del Diana' si sparse velocemente in tutto il mondo.
Nel 1819 Golovnin pubblicò un racconto del proprio viaggio, della prigionia e della fuga, intitolandolo Viaggio dello sloop Diana dell'imperatore russo da Kronštadt alla Kamčatka.
Golovnin partì dalla Kamčatka nel 1810 dirigendosi a Baranof Island, un avamposto colonizzato di recente dalla Compagnia russo-americana.

## Prigionia in Giappone

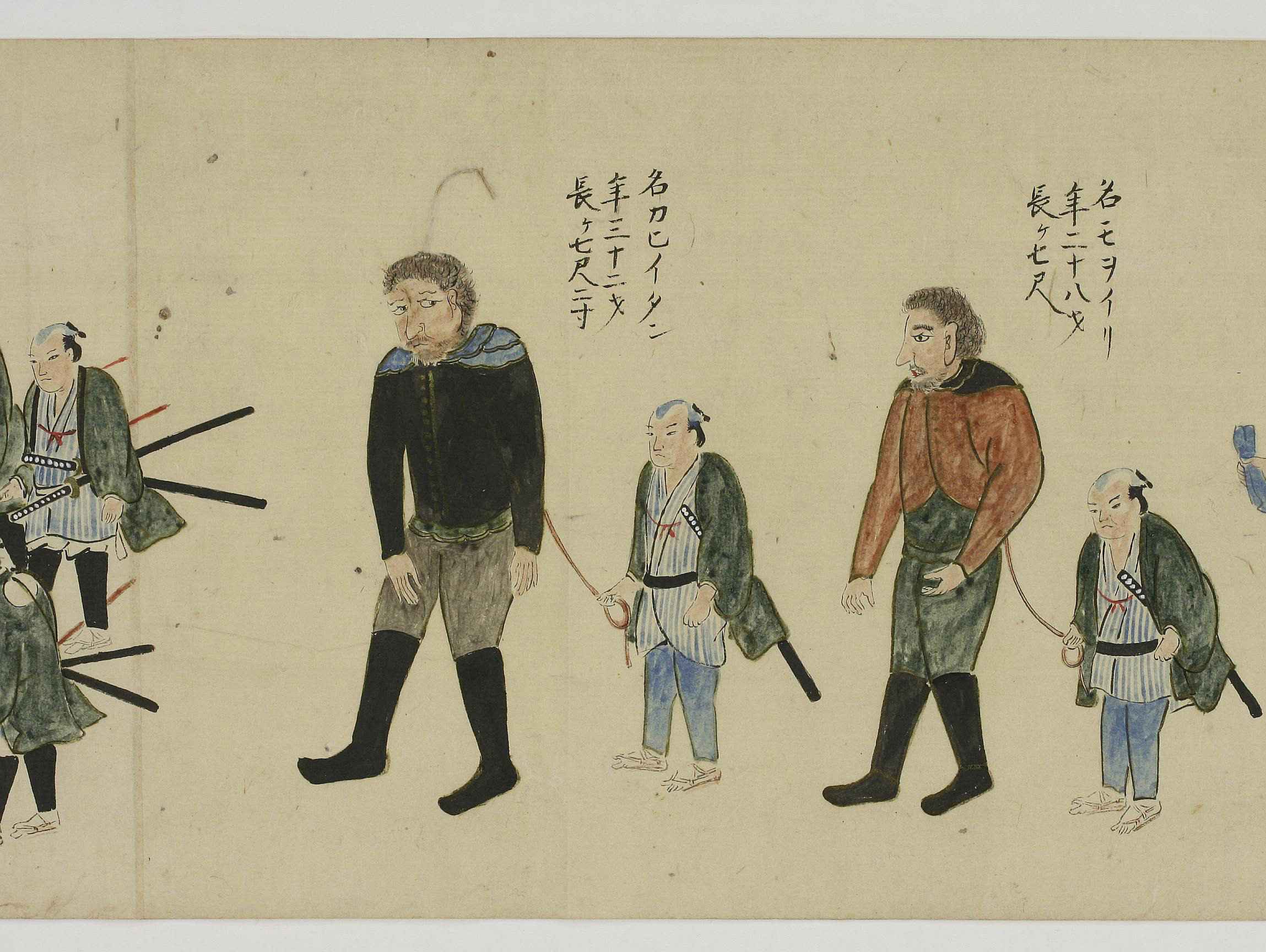
Vasily Golovnin fatto prigioniero

Nel 1811 Golovnin descrisse e mappò le isole Curili dallo stretto di Hope alle coste orientali dell'isola di Iturup (Etorofu in giapponese).
Mentre stava esplorando l'isola di Kunašir (Kunashiri in giapponese), Golovnin fu portato a terra, fatto prigioniero, accusato di aver violato il sakoku (una regola giapponese che vietava agli stranieri di entrare in Giappone), e fu tenuto prigioniero per due anni dai giapponesi sull'isola di Hokkaidō. Si disse che Golovnin aveva una "educazione superiore ed un fascino per le culture straniere". Dopo un fallito tentativo di fuga, Golovnin decise di usare il tempo rimasto di prigionia per imparare la lingua giapponese, e per familiarizzare con tradizioni e cultura giapponese.
Golovnin fu liberato nel 1813, tornò in Russia e pubblicò il racconto dei suoi anni di prigionia. Il libro, Prigionia in Giappone negli anni 1811, 1812, 1813, divenne subito un classico. Fu accolto in Russia come un volume affidabile sulla cultura giapponese, ed aiutò a forgiare la visione di un'intera generazione nei confronti del Giappone. Golovnin rispettò i giapponesi, definendoli "tanto intelligenti e patriottici quanto degni rivali" dei russi nel Pacifico. La prigionia di Golovnin portò quasi alla guerra tra Russia e Giappone con quello che oggi è chiamato incidente Golovnin.

## Attorno al mondo sulla Kamčatka
Nel 1817 Golovnin partì per un secondo viaggio intorno al mondo a borde della fregata Kamčatka. Ai suoi ordini c'erano tre futuri famosi esploratori russi: Fëdor Litke, Fëdor Matjuškin e Ferdinand Petrovič Vrangel'.
L'obiettivo era quello di portare provviste in Kamčatka, e di studiare le isole inesplorate situate lungo la costa nordoccidentale dell'attuale Alaska. A Golovnin fu chiesto anche di redigere una relazione dettagliata sui legami tra isolani di Kodiak ed impiegati della Compagnia russo-americana.
Dopo il ritorno in Russia nel settembre 1819 Golovnin pubblicò Attorno al mondo sulla Kamčatka, descrivendo il viaggio e gli incontri con i nativi Kodiak e Sandwich.
Nonostante il viaggio abbia "ottenuto poco in materia di nuove scoperte", Golovnin tornò con "un'ampia raccolta di informazioni scientifiche e astronomiche" da condividere con gli scienziati russi.

## Fine carriera e morte
Nel 1821 Golovnin fu nominato assistente direttore del Collegio Navale Russo e nel 1823 generale quartiermastro della flotta.
Amministratore di talento, Golovnin riuscì a gestire la costruzione di navi, il commissariato ed i dipartimenti di artiglieria. Sotto la sua supervisione furono costruite oltre 200 navi, compresa la prima steamship russa. Golovnin fu anche mentore di molti navigatori russi, compresi i già citati Fëdor Petrovič Litke e Ferdinand Petrovič Vrangel'.
Golovnin morì di colera nel corso di un'epidemia scoppiata nella città di San Pietroburgo nel 1831.

## Retaggio ed onorificenze

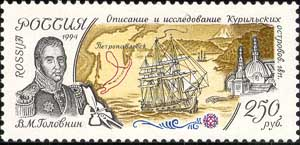
Golovnin su un francobollo russo

Il villaggio di Golovin (Alaska), capo Golovnin, la baia di Golovnin e la laguna di Golovnin prendono il nome da Vasilij Golovnin. Lo stretto di Golovnin tra due delle isole Curili, il vulcano Golovnin sull'isola di Kunašir, i capi su Novaja Zemlja e sulla terra di Francesco Giuseppe sono tra gli altri toponimi a lui dedicati. Il capo di Point Hope in Alaska era originariamente dedicato a Golovnin.
Le opere letterarie di Golovnin che ne descrivono le avventure restano molto importanti "per i dettagli storici...[la sua] abilità critica, la capacità letteraria ed il livello di curiosità".
Fu premiato, tra le altre cose, con l'Ordine di San Vladimiro e con l'Ordine di San Giorgio, diventando anche commendatore del secondo.

## Famiglia
Golovnin sposò la figlia di un proprietario terriero di Tver' ed ex militare, Evdokija Stepanovna Lutkovskaja (1795–1884). I quattro fratelli di Evdokija fecero tutti parte della marina russa. Due di loro, Pëtr e Feopemt Lutkovskij, divennero importanti ammiragli.
L'ammiraglio Feopemt Lutkovskij (1803–1852) fu agli ordini di Golovnin durante il viaggio sulla Kamčatka (1817–1819). Feopemt fu definito "libero pensatore", e secondo i testimoni coinvolti nella rivoluzione decembrista fu amico stretto con molti membri della loro società. Evitò il processo per tradimento grazie all'intervento di Fëdor Litke. Anche la sorella di Evdokija, Ekaterina, sposò un ufficiale della marina, il retroammiraglio Maksim Maksimovič Genning.
Il figlio di Golovnin, Aleksandr Vasil'evič Golovnin (1821–1886), seguì inizialmente le orme del padre nella marina. Grande amico e socio del gran duca Konstantin Nikolaevič Romanov, Aleksandr si congedò dalla marina ed entrò nel ministero dell'istruzione (1861–1866) durante il regno dello zar Alessandro II. Oltre al lavoro da ufficiale della marina e da burocrate, Aleksandr fu direttore della rivista Morskoj Sbornik, e fu attivamente coinvolto nello Zemstvo. Fu Aleksandr che protesse, raccolse e pubblicò le opere del padre col titolo di Opere e traduzioni (Sočinenija i Perevody).

## Cultura di massa
Vasilij Golovnin fa un'apparizione nel romanzo di Patrick O'Brian intitolato Verso Mauritius.